# Robert Schollemann

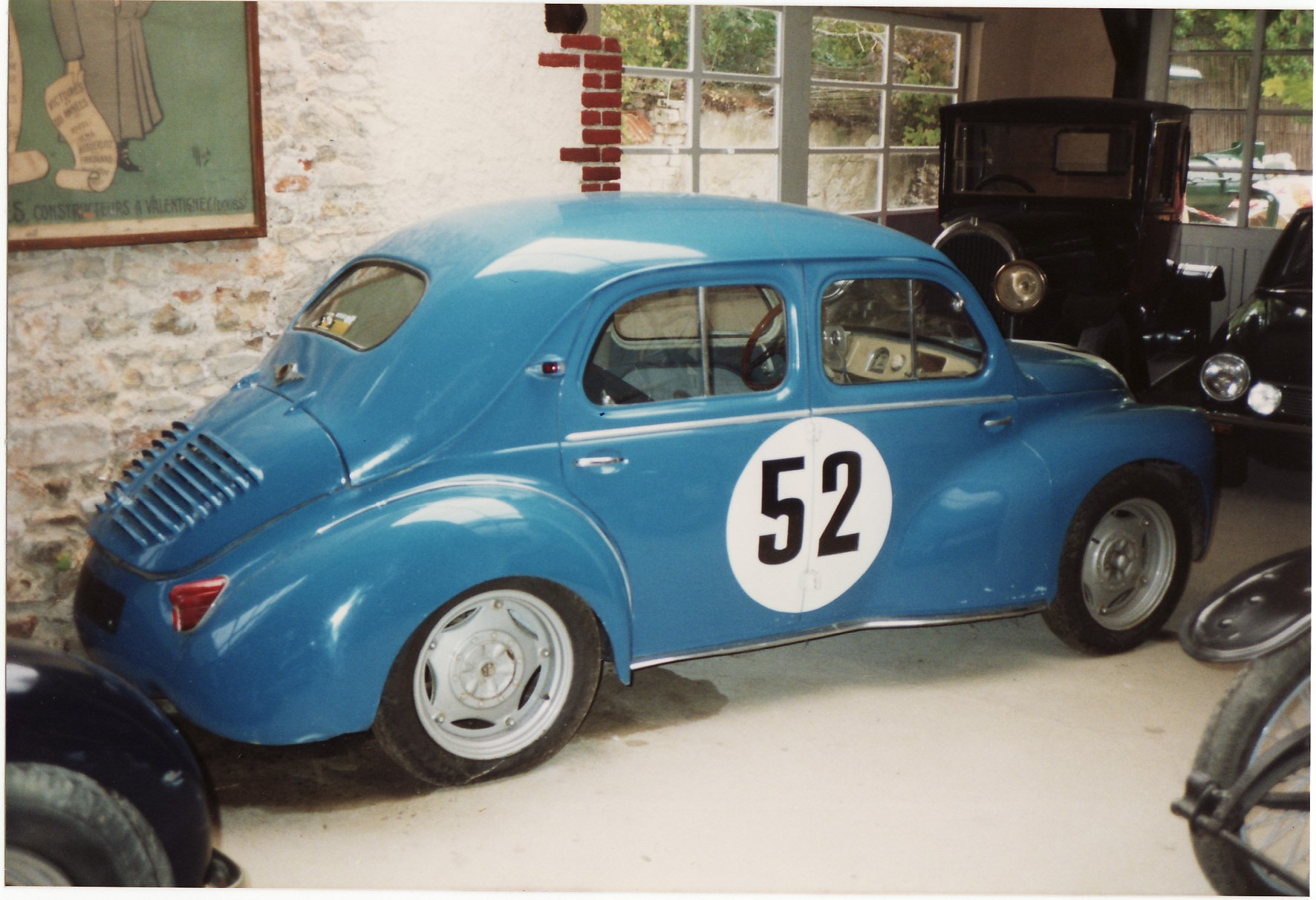
Der von Robert Schollemann gefahrene Renault 4CV

Robert Jean Emile François Schollemann (* 6. April 1912 in Lyon; † 12. November 2008 in Nizza) war ein französischer Autorennfahrer.

## Karriere als Rennfahrer
Robert Schollemann bestritt in den 1950er-Jahren Sportwagenrennen. Dreimal war er beim 24-Stunden-Rennen von Le Mans am Start. 1951 fuhr er gemeinsam mit Jean-Paul Colas einen Callista an die 28. Stelle der Gesamtwertung. Nach einem Ausfall 1952 war er 1953 Teamkollege von Jean-Louis Rosier, der das Rennen 1950 zusammen mit seinem Vater gewonnen hatte. Die beiden gingen mit einem Werks-Renault 4CV 1063 ins Rennen und wurden 23. in der Endwertung.
1953 hatte er einen Ausfall bei der Mille Miglia; die Tour de France für Automobile beendete er als Gesamtelfter.

## Statistik

### Le-Mans-Ergebnisse
| Jahr | Team                          | Fahrzeug          | Teamkollege       | Platzierung | Ausfallgrund |
| ---- | ----------------------------- | ----------------- | ----------------- | ----------- | ------------ |
| 1951 | Auguste Lachaize              | Callista RAN D120 | Jean-Paul Colas   | Rang 28     |              |
| 1952 | Automobiles Deutsch et Bonnet | DB Coupe          | Jean-Paul Colas   | Ausfall     | kein Benzin  |
| 1953 | RNU Renault                   | Renault 4CV 1063  | Jean-Louis Rosier | Rang 23     |              |

### Einzelergebnisse in der Sportwagen-Weltmeisterschaft
| Saison | Team    | Rennwagen                | 1   | 2   | 3   | 4   | 5   | 6   | 7   |
| ------ | ------- | ------------------------ | --- | --- | --- | --- | --- | --- | --- |
| 1953   | Renault | Panhard Dyna Renault 4CV | SEB | MIM | LEM | SPA | NÜR | RTT | CAP |
| 1953   | Renault | Panhard Dyna Renault 4CV |     | DNF | 23  |     |     |     |     |